# Tetrabalius borneensis
Tetrabalius borneensis är en spindeldjursart som beskrevs av Speijer 1933. Tetrabalius borneensis ingår i släktet Tetrabalius och familjen Thelyphonidae. Inga underarter finns listade i Catalogue of Life.